# Cục Khí tượng Thủy văn Quốc gia

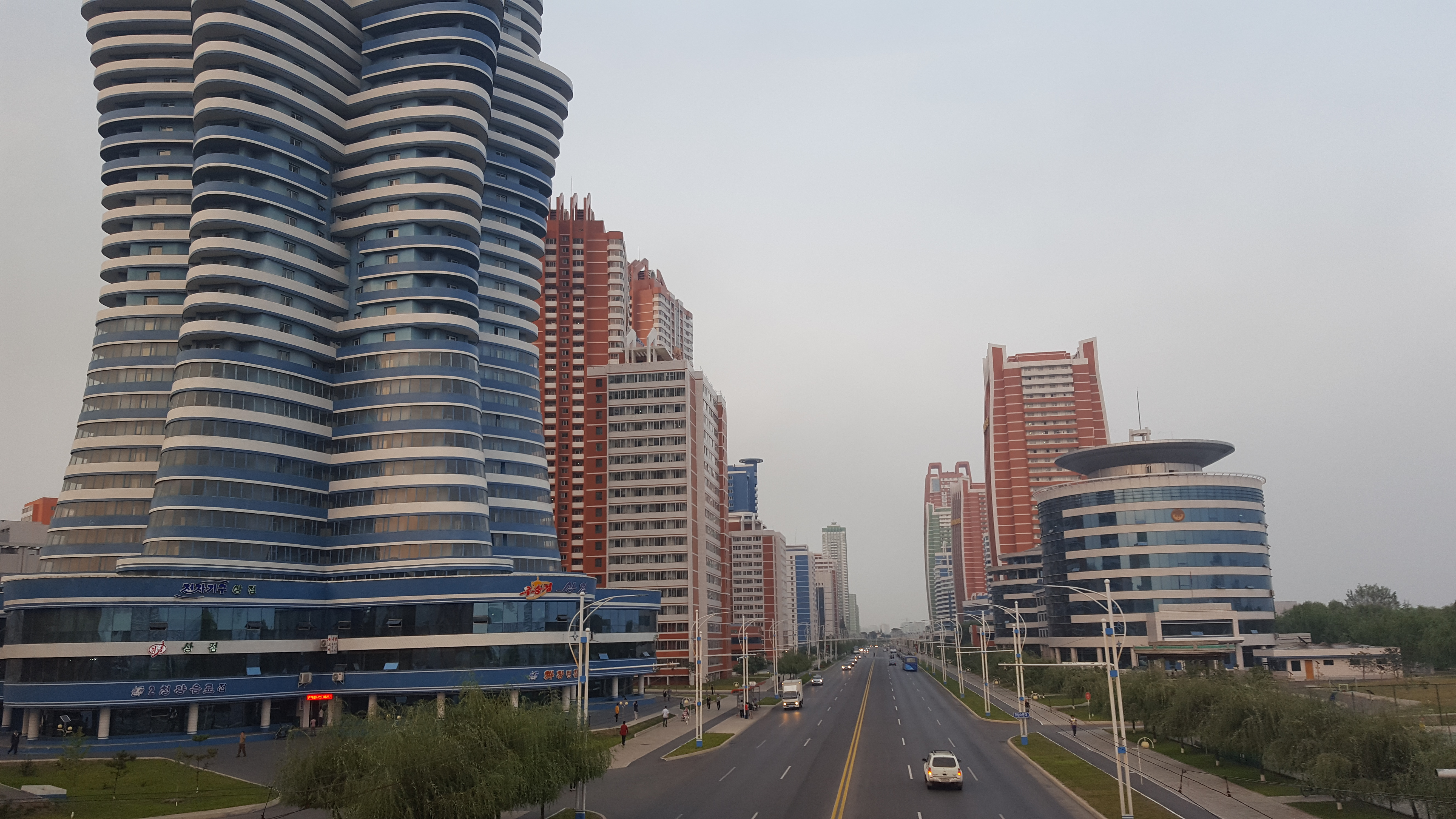
Phố Khoa học Mirae, Bình Nhưỡng. Tòa nhà đầu tiên bên phải là trụ sở của Cục Khí tượng Thủy văn Quốc gia.

Cục Khí tượng Thủy văn Quốc gia (tiếng Triều Tiên: 기상수문국) là cơ quan khí tượng quốc gia của Triều Tiên. Cơ quan này được thành lập vào năm 1961, họ gia nhập vào Tổ chức Khí tượng Thế giới (WMO) năm 1975.

## Lịch sử
Ngay sau khi giải phóng, ngày 10 tháng 7 năm 1946, tổ chức này được thành lập với tên gọi Tổ chức Khí tượng Trung ương, một tổ chức trực thuộc Bộ Nông lâm của Ủy ban nhân dân lâm thời Triều Tiên. Vào tháng 9 năm 1952, nó trực thuộc nội các. Tổ chức Khí tượng Trung ương được đổi tên thành Cục Khí tượng Thủy văn Quốc gia vào tháng 3 năm 1961. Tháng 5 năm 1975, cơ quan này trở thành thành viên chính thức của Tổ chức Khí tượng Thế giới (WMO), tham gia Ủy ban Hải dương học Liên Chính phủ vào tháng 11 năm 1978, Chương trình Thủy văn Quốc tế (IHP) năm 1980 và tham gia Hiệp ước Nam Cực vào tháng 11 năm 1987. It became an independent agency in 1995.
Vào ngày 26 tháng 8 năm 2020, Đài Truyền hình Trung ương Triều Tiên (KCTV) lần đầu tiên phát sóng xuyên đêm để theo dõi diễn biến của bão Bavi. Điều này bao gồm các tin tức báo cáo trực tiếp từ Cục Khí tượng Thủy văn Quốc gia và báo cáo ngoài trời.

## Địa điểm
Cục Khí tượng Thủy văn Quốc gia (Triều Tiên) có trụ sở chính nằm tại phố Khoa học Mirae, thủ đô Bình Nhưỡng.